# Ralf Bißdorf
Ralf Bißdorf (Heidenheim an der Brenz, 1971. március 15. –) világ- és Európa-bajnok, olimpiai ezüstérmes német tőrvívó.